# Nícies (estrateg)
Nícies (en llatí Nicias, en grec antic Νικίας" Nikías") va ser un estrateg de la Lliga Aquea l'any 207 aC.
L'esmenta Titus Livi (Ab Urbe Condita XXVIII, 8).